# Listă de ziare din România
Aceasta este o listă a ziarelor active sau inactive online și tipărite din România sau care la un moment dat au fost (și) tipărite.

## Naționale
| Nume                                     | Tematică       | Data primei apariții | Format              | Limba    | Stare   |
| ---------------------------------------- | -------------- | -------------------- | ------------------- | -------- | ------- |
| Academia Cațavencu                       | satiră și umor | 1991                 | fizic și electronic | română   | activ   |
| Adevărul                                 | generic        | 1989                 | fizic și electronic | română   | activ   |
| Allgemeine Deutsche Zeitung für Rumänien | generic        | 1993                 | fizic și electronic | germană  | activ   |
| Anunțul Telefonic                        | publicitate    | 1990                 | doar electronic     | română   | activ   |
| Azi                                      | generic        | 1990                 | doar electronic     | română   | activ   |
| Bucharest Business Week                  | financiar      |                      | fizic și electronic | engleză  | inactiv |
| Cancan                                   | tabloid        | 2007                 | doar electronic     | română   | activ   |
| Capital                                  | financiar      | 1992                 | doar electronic     | română   | activ   |
| Contemporanul                            | științific     | 1990                 | fizic și electronic | română   | activ   |
| Cotidianul                               | generic        | 1991                 | fizic și electronic | română   | activ   |
| Curentul                                 | generic        | 1997                 | fizic și electronic | română   | activ   |
| Curierul Național                        | generic        | 1990                 | fizic și electronic | română   | activ   |
| Erdélyi Napló                            | generic        | 1990                 | fizic și electronic | maghiară | activ   |
| Európai Idő                              | generic        | 1989                 | fizic și electronic | maghiară | inactiv |
| Evenimentul zilei                        | generic        | 1992                 | doar electronic     | română   | activ   |
| Financiarul                              | generic        | 2004                 | doar electronic     | română   | activ   |
| The Epoch Times                          | generic        | 2005                 | doar electronic     | română   | activ   |
| Gardianul                                | generic        | 2002                 | fizic și electronic | română   | inactiv |
| Gândul                                   | generic        | 2005                 | fizic și electronic | română   | activ   |
| Ghimpele                                 | tabloid        | 2007                 | doar electronic     | română   | activ   |
| Jurnalul Național                        | generic        | 1993                 | fizic și electronic | română   | activ   |
| Krónika                                  | generic        | 1999                 | fizic și electronic | maghiară | activ   |
| Libertatea                               | generic        | 1989                 | fizic și electronic | română   | activ   |
| Népújság                                 | generic        | 1989                 | fizic și electronic | maghiară | activ   |
| Nine O' Clock                            | generic        | 1991                 | fizic și electronic | engleză  | activ   |
| News 24                                  | generic        | 2012                 | doar electronic     | engleză  | activ   |
| ProSport                                 | sportiv        | 1997                 | doar electronic     | română   | activ   |
| Puterea                                  | generic        | 2010                 | doar electronic     | română   | activ   |
| POV21                                    | generic        | 2019                 | doar electronic     | română   | activ   |
| România Liberă                           | generic        | 1989                 | fizic și electronic | română   | activ   |
| România literară                         | cultural       | 1989                 | fizic și electronic | română   | activ   |
| România Mare                             | generic        | 1990                 | fizic și electronic | română   | activ   |
| Săptămâna Financiară                     | financiar      | 2005                 | doar electronic     | română   | activ   |
| Sport Total                              | sportiv        | 2005                 | fizic și electronic | română   | inactiv |
| Szabadság                                | generic        | 1989                 | doar electronic     | maghiară | activ   |
| Székely Hirmondó                         | generic        | 1989                 | fizic și electronic | maghiară | activ   |
| Szatmári Magyar Hirlap                   | generic        | 2005                 | fizic și electronic | maghiară | activ   |
| Transindex                               | generic        | 1999                 | doar electronic     | maghiară | activ   |
| Tricolorul                               | generic        | 1990                 | doar electronic     | română   | activ   |
| Új Magyar Szó (actual maszol.ro)         | generic        | 1989                 | doar electronic     | maghiară | activ   |
| Vásárhelyi Hírlap                        | generic        | 2007                 | fizic și electronic | maghiară | inactiv |
| Ziarul Financiar                         | financiar      | 1998                 | fizic și electronic | română   | activ   |
| Ziarul Lumina                            | generic        | 2005                 | fizic și electronic | română   | activ   |
| Ziarul                                   | generic        | 2002                 | fizic și electronic | română   | inactiv |
| Ziua                                     | generic        | 1994                 | fizic și electronic | română   | inactiv |

## Regionale

### Banat
- 24 de ore
- Bănățeanul
- Evenimentul Zilei - Ediția de Vest
- Fotbal Vest
- Prisma - Reșița
- Renașterea bănățeană
- Timișoara (ziar)
- Ziua de Vest

### Crișana
- Arad Expres
- Bihoreanul
- Crișana
- Jurnal Bihorean
- Observator Arădean
- Bihari Napló
- Reggeli Újság

### Maramureș
- Glasul Maramureșului

### Bucovina
- Crai Nou - Suceava
- Jurnalul de Est
- Monitorul de Suceava

### Dobrogea
- Cuget Liber
- Observator de Constanța
- Replica de Constanța
- Telegraf - Constanța
- Ziua de Constanța

### Moldova
- Bună Ziua Iași
- Crai Nou - Suceava
- Deșteptarea
- Evenimentul
- Glasul Nostru
- Ieșeanul
- Jurnalul de Botoșani
- Monitorul de Botoșani
- Monitorul de Iași
- Monitorul de Neamț și Roman
- Observator de Bacău
- Revista Ateneu
- Timpul
- Viața liberă Galați
- Ziarul de Bacău
- Ziarul Ceahlăul
- Ziarul de Iași
- Ziarul de Roman
- Ziarul de Vaslui

### Muntenia
- Amprenta Buzău
- Anunțul Buzoian
- Curierul zilei Argeș
- Gazeta de Sud-Est
- Jurnalul de Prahova
- Monitorul de Brăila
- Șansa buzoiană
- Ziarul Prahova
- Targovistean.ro
- Ziarul Zarva

### Oltenia
- Ediție Specială
- Gazeta de Sud
- Gazeta de Vâlcea

### Transilvania
- Bună ziua Brașov
- Cuvântul Liber
- Familia
- Gazeta de Cluj
- Gazeta de Transilvania
- Gazeta Văii Jiului
- Graiul Sălajului
- Hunedoreanul
- Jurnalul Bihorean
- Magazin Sălăjean
- Monitorul de Cluj
- Monitorul de Brașov
- Monitorul de Sibiu
- Săptămâna Clujeană
- Sibianul
- Transilvania jurnal
- Tribuna Sibiu
- Unirea
- Vatra
- Ziarul de Mureș
- Erdély
- Korunk
- Krónika
- Transindex
- Hermannstädter Zeitung